# جسر بنات يعقوب (موقع تاريخي)
جسر بنات يعقوب (العبرية: גשר בנות יעקב، رومنة: Gesher Bnot Ya'akov) هو جسر يمتد على آخر مخاضة طبيعية لنهر الأردن بين هضبة كورازيم في شمال إسرائيل ومرتفعات الجولان.
استُخدمت المنطقة نقطةَ عبور لآلاف السنين؛ وكانت جزءًا مما سمي مؤخرًا بطريق البحر الأبيض المتوسط، وكانت ذات أهمية استراتيجية للمصريين القدماء والآشوريين والحثيين واليهود والساراسينيين (المسلمين الأوائل) ومملكة بيت المقدس والأيوبيين والمماليك والعثمانيين، وللسكان والجيوش الحديثة الذين عبروا النهر في هذا المكان.
أطلق الأوروبيون على الموقع اسم ممر يعقوب (باللاتينية: Vadum Iacob) أثناء الحروب الصليبية. بنى المماليك جسراً حجرياً في القرن الثالث عشر، وأطلقوا عليه اسم جسر يعقوب. استُبدل الجسر الذي يعود إلى العصور الوسطى في عام 1934 بجسر حديث يقع إلى الجنوب أثناء تجفيف بحيرة الحولة. تم بناء الجسر الذي يستخدمه المدنيون حاليًا في عام 2007.
يقع بالقرب من الممر موقع أثري من العصر الحجري القديم معروف بآثاره الآشولية التي يعود تاريخها إلى حوالي 780 ألف عام.
تقع إلى الجنوب الغربي من الجسر الذي يعود إلى العصور الوسطى بقايا قلعة صليبية تعرف باسم شاستليت، وإلى الشرق من الجسر توجد بقايا خان  المماليك (الخان). كان الجسر الحجري المقوس القديم يمثل الحد الشمالي الأقصى لحملة نابليون في سوريا، وكان موقع معركة جسر بنات يعقوب خلال الحرب العالمية الأولى.
ويعد الجسر الآن جزءًا من الطريق السريع الإسرائيلي رقم 91 ويمتد على الحدود بين الجليل ومرتفعات الجولان. وهي ذات أهمية عسكرية استراتيجية لأنها واحدة من نقاط العبور الثابتة القليلة فوق نهر الأردن العلوي والتي تمكن من الوصول من مرتفعات الجولان إلى الجليل الأعلى.

## أصل التسمية
ارتبط المكان في البداية بالأب التوراتي لليهود، يعقوب، بسبب الارتباك. دير القديس يعقوب (Saint Jacques بالفرنسية) الذي يعود إلى العصر الصليبي باللغة الفرنسية، من قلعة سيفيت القريبة (صفد الحديثة)، حصلوا على جزء من الجمارك المدفوعة عند المخاضة، ومنذ أن أصبح (Jacques بالفرنسية) مشتق من اسم يعقوب، مما أدى إلى تسمية فورد يعقوب.

## تاريخ وآثار موقع المخاضة

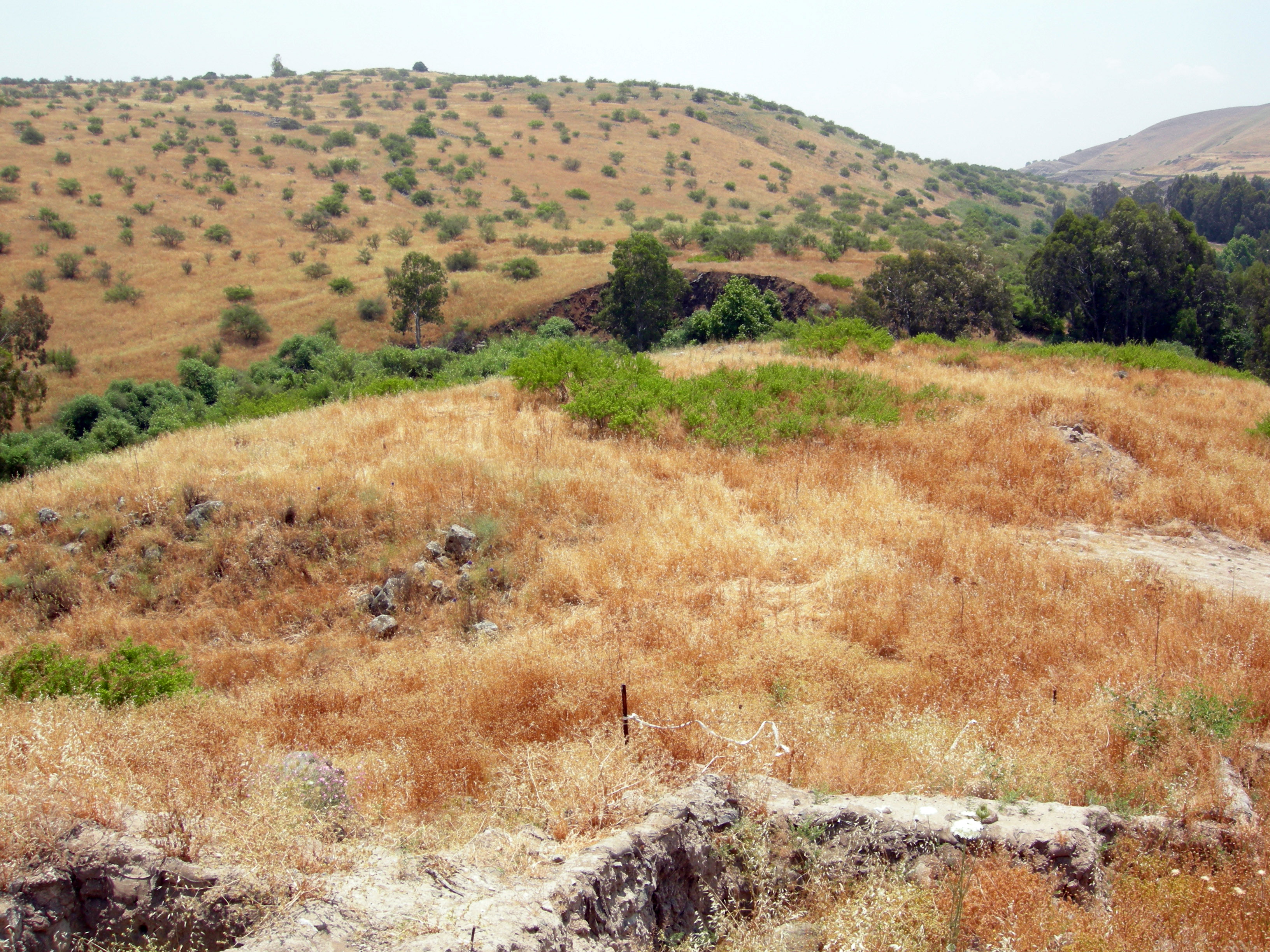
ساحة معركة فورد يعقوب، من الضفة الغربية إلى الضفة الشرقية لنهر الأردن

### ما قبل التاريخ
كشفت الحفريات الأثرية في موقع جسر بنات يعقوب ما قبل التاريخ عن أدلة على سكن الإنسان في المنطقة، منذ زمنٍ يمتد إلى 750 ألف سنة. يزعم علماء الآثار من الجامعة العبرية في القدس أن الموقع يقدّم أدلة على «سلوك بشري متقدم» قبل نصف مليون عام من التاريخ الذي قُدّر في السابق. يصف تقريرهم طبقة في الموقع تنتمي إلى الحضارة الأشولية (ثقافة ترجع إلى العصر الحجري القديم السفلي، في بداية العصر الحجري)، حيث عُثر على العديد من الأدوات الحجرية وعظام الحيوانات وبقايا النباتات، بما في ذلك عظام الفيل الكبير باليولوكسودون ريكي ‏ والذي يرتبط بالأدوات الحجرية، بما في ذلك الفأس اليدوي، ويظهر علامات القطع والكسور التي تشير إلى أنه تم ذبحه على يد البشر القدماء. وفقًا لعلماء الآثار بول بيتيت ‏ ومارك وايت، فقد أنتج الموقع أقدم دليل مقبول على نطاق واسع لاستخدام النار، والذي يعود تاريخه إلى ما يقرب من 790.000 عامًا. توصلت دراسة أجرتها جامعة تل أبيب إلى بقايا سمكة شبوط ضخمة تم طهيها باستخدام النار في الموقع منذ 780 ألف عام.

### الفترة الصليبية والأيوبية
كان معبر يعقوب نقطة عبور نهرية رئيسية وطريقًا تجاريًا رئيسيًا بين عكا دمشق. وقد تم استغلالها من قبل فلسطين (توضيح) المسيحية وسوريا السلجوقية كنقطة تقاطع رئيسية بين الحضارتين، مما يجعلها ذات أهمية استراتيجية. عندما حوصر همفري الثاني ملك طورون ‏ في مدينة بانياس الحولة عام 1157، تمكن الملك بالدوين الثالث ملك القدس من كسر الحصار، إلا أنه تعرض لكمين في معبر يعقوب في يونيو من ذلك العام.
وفي وقت لاحق من القرن الثاني عشر، تنافس بلدوين الرابع ملك القدس وصلاح الدين باستمرار على المنطقة المحيطة بمعبر يعقوب. سمح بلدوين للفرسان ببناء قلعة شاستليت المطلة على معبر يعقوب المعروف لدى العرب باسم قصر العطاء والذي يشرف على الطريق من القنيطرة إلى طبريا. في 23 أغسطس 1179، نجح صلاح الدين في حصار معبر يعقوب، ودمر التحصينات غير المكتملة، المعروفة باسم قلعة فادوم يعقوب أو شاستيليت.

### الجسر المملوكي والعثماني

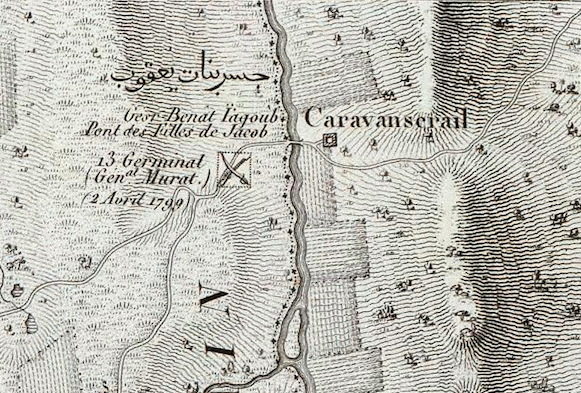

وفي أواخر العصر المملوكي أصبحت صفد مدينة رئيسية، وتم توسيع الطريق البريدي الذي أنشأه بيبرس من القاهرة إلى دمشق بفرع يمر عبر شمال فلسطين. ولتحقيق هذه الغاية، تم بناء الجسر فوق معبر يعقوب (معبر الصليبيين). كان الجسر يتميز بمسار مزدوج المنحدر على الطراز المملوكي مثل جسر يبنة.[بحاجة لمصدر] لاحظ الدمشقي (1256–1327) أن «نهر الأردن يعبر منطقة الخطاة ويصل إلى جسر يعقوب، تحت قصر يعقوب، ويصل إلى بحيرة طبريا، ويسقط فيه.»[محل شك]
قبل عام 1444، قام أحد التجار ببناء خان (قافلة) على الجانب الشرقي من الجسر، وهو واحد من سلسلة من الخانات المماثلة التي تم بناؤها في ذلك الوقت. وأشار إدوارد روبنسون إلى أنه خلال القرن الرابع عشر، عبر المسافرون نهر الأردن أسفل بحيرة طبريا، في حين تم تسجيل أول عبور في منطقة جسر بنات يعقوب في عام 1450 م. من المحتمل أن يكون الخان، في الطرف الشرقي من الجسر، والجسر نفسه، قد تم بناؤهما قبل عام 1450، وفقًا لروبنسون.
في عام 1555–1556 م (963 هـ) جمعت محطة تحصيل الرسوم عند الجسر 25000 آقجة، وفي عام 1577 (985 هـ) أمر فرمان بأن يكون المكان مجهزًا بخيول بريدية ‏.
في الرابع من يونيو 1771، التقت قوة مشتركة من رجال ظاهر العمر وقائد المماليك أبو الذهب مع باشا الدمشقي في معركة، وكانت النتيجة انتصار تحالف الزيادينا وإرساء السيطرة على إربد والقنيطرة لظاهر العمر. وقد أدى هذا أيضًا إلى تحريك الغزو النهائي لإيالة دمشق وحصار دمشق على يد أبو الذهب.
تم الحفاظ على الجسر طوال الفترة العثمانية، مع وجود خان على أحد طرفي الجسر، كما هو موضح في خريطة جاكوتين لعام 1799. خلال الحملة المصرية عام 1799، أرسل نابليون قائد سلاح الفرسان، الجنرال مراد، للدفاع عن الجسر، كإجراء لمنع إرسال التعزيزات من دمشق إلى عكا أثناء الحصار الذي فرضه الفرنسيون. استولى مراد على صفد وطبرية المجاورتين، وكذلك الجسر، وباعتماده على الجودة العالية للقوات الفرنسية، تمكن من هزيمة الوحدات التركية التي كانت تفوقه عددًا بكثير. تشير خريطة جاكوتين إلى الجانب الغربي من الجسر باسم الجنرال مراد وتاريخ 2 أبريل 1799.
في عام 1881، أشار مسح فلسطين الغربية الذي أجرته مؤسسة أبحاث فلسطين (صندوق استكشاف فلسطين) أيضًا إلى جسر بنات يعقوب : «يبدو أن الجسر نفسه يعود إلى تاريخ لاحق من الفترة الصليبية».

### القرن العشرين

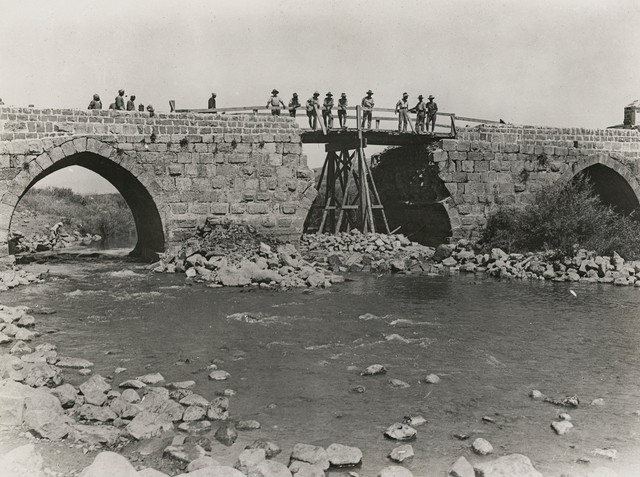
جسر بنات يعقوب في عام 1918

وقعت معركة جسر بنات يعقوب في 27 سبتمبر 1918 أثناء حملة سيناء وفلسطين في الحرب العالمية الأولى، في بداية مطاردة الجيش البريطاني لبقايا جيش يلدريم ‏ العثماني المنسحبة نحو دمشق، الذين دمروا القوس المركزي للجسر. تم إصلاح الجسر بعد فترة وجيزة من قبل خبراء الألغام التابعين لجيش أنزاك، مما أدى إلى تسوية المسار ذي المنحدر المزدوج الأصلي، مما جعله مفيدًا للمركبات الحديثة.[بحاجة لمصدر]
في عام 1934، أثناء تجفيف بحيرة الحولة كجزء من مشروع استصلاح الأراضي الصهيوني، تم استبدال الجسر القديم بجسر حديث يقع إلى الجنوب.[محل شك]
في «ليلة الجسور» بين 16 و17 يونيو 1946، تم هدم الجسر[أي منها؟] تم تدميرها مرة أخرى من قبل الهاجاناه اليهودية. استولى السوريون على الجسر في 11 يونيو 1948، أثناء حرب فلسطين عام 1948، لكنهم انسحبوا لاحقًا نتيجة لاتفاقيات الهدنة عام 1949 بين إسرائيل وسوريا. بعد الحرب، أصبح الجسر في المنطقة المنزوعة السلاح المركزية التي أنشئت بموجب اتفاقية الهدنة.[بحاجة لمصدر]
في عام 1953، تم اختيار الموقع كموقع أصلي لسحب المياه من شركة المياه الوطنية الإسرائيلية، ولكن بعد الضغوط الأمريكية، تم نقل السحب إلى مجرى بحيرة طبريا عند إيشيد كينروت، والتي أصبحت تعرف فيما بعد باسم محطة ضخ سابير في تل كينروت/تل العريمة.[بحاجة لمصدر]
خلال حرب 1967، استولى لواء المظليين الإسرائيلي على المنطقة، وبعد الحرب، قام سلاح الهندسة القتالية الإسرائيلي ببناء جسر بيلي ‏. وفي حرب أكتوبر، اقتربت القوات السورية من محيط الجسر. كإجراء احترازي، قام خبراء المتفجرات الإسرائيليون بوضع متفجرات على الجسر لكنهم لم يفجروها لأن السوريين لم يحاولوا عبوره.

### القرن الحادي والعشرين
في عام 2007، تم استبدال أحد جسري بيلي في الموقع (الأحد لحركة المرور من الشرق إلى الغرب والآخر للتعامل مع حركة المرور في الاتجاه المعاكس) بامتداد خرساني حديث، في حين ترك جسر بيلي الآخر سليمًا للاستخدام في حالات الطوارئ.

## الفهرس
- Clermont-Ganneau، C.S. (1896). [ARP] Archaeological Researches in Palestine 1873–1874, translated from the French by J. McFarlane. London: Palestine Exploration Fund. ج. 2. ص. 78.
- Conder، C.R.؛ Kitchener، H.H. (1881). The Survey of Western Palestine: Memoirs of the Topography, Orography, Hydrography, and Archaeology. London: صندوق استكشاف فلسطين. ج. 1.
- El-Eini, Roza (2004). Mandated Landscape: British Imperial Rule in Palestine 1929–1948. Routledge. ISBN:978-1-135-77240-6.
- Guérin, V. (1880). Description Géographique Historique et Archéologique de la Palestine (بالفرنسية). Paris: L'Imprimerie Nationale. Vol. 3: Galilee, pt. 1. (pp. 341−344)
- Karmon, Y. (1960). "An Analysis of Jacotin's Map of Palestine" (PDF). Israel Exploration Journal. ج. 10 ع. 3, 4: 155–173, 244–253. مؤرشف من الأصل (PDF) في 2019-12-22. اطلع عليه بتاريخ 2018-12-29.
- Le Strange، G. (1890). Palestine Under the Moslems: A Description of Syria and the Holy Land from A.D. 650 to 1500. London: Committee of the صندوق استكشاف فلسطين.
- Murray, Alan V. editor. (2006), The Crusades: An Encyclopaedia, (ردمك 1-57607-862-0)
- Palmer، E.H. (1881). The Survey of Western Palestine: Arabic and English Name Lists Collected During the Survey by Lieutenants Conder and Kitchener, R.E. Transliterated and Explained by E.H. Palmer. صندوق استكشاف فلسطين. ص. 76.
- Payne، R. (1998). The Crusades: A History. Wordsworth Editions. ISBN:1-85326-689-2.
- Petersen، Andrew (2001). A Gazetteer of Buildings in Muslim Palestine (British Academy Monographs in Archaeology). دار نشر جامعة أكسفورد. ج. I. ISBN:978-0-19-727011-0. مؤرشف من الأصل في 2024-07-10.
- Petersen، Andrew (2010). Medieval bridges of Palestine. Leuven−Paris−Walpole,MA: Uitgeverij Peeters. مؤرشف من الأصل في 2024-07-27.
- Pettitt، P.؛ White، Mark (2012). The British Palaeolithic: Human Societies at the Edge of the Pleistocene World. Abingdon, UK: Routledge. ISBN:978-0-415-67455-3. مؤرشف من الأصل في 2023-08-03.
- Pococke، R. (1745). A description of the East, and some other countries. London: Printed for the author, by W. Bowyer. ج. 2. ص. 73.
- Preston، R.M.P. (1921). The Desert Mounted Corps: An Account of the Cavalry Operations in Palestine and Syria 1917–1918. London: Constable & Co. OCLC:3900439.
- Pringle، D. (1997). Secular buildings in the Crusader Kingdom of Jerusalem: an archaeological Gazetter. مطبعة جامعة كامبريدج. ص. 85. ISBN:0521-46010-7. مؤرشف من الأصل في 2025-01-31.
- Richard، J. (1999). The Crusades c. 1071–c. 1291. Cambridge University press. ISBN:0-521-62566-1.
- Robinson، E.؛ Smith، E. (1841). Biblical Researches in Palestine, Mount Sinai and Arabia Petraea: A Journal of Travels in the year 1838. Boston: Crocker & Brewster. ج. 3.
- Sharon، M. (1999). Corpus Inscriptionum Arabicarum Palaestinae, B-C. Brill. ج. 2. ISBN:90-04-11083-6. مؤرشف من الأصل في 2023-08-03.
- Sosland، Jeffrey (2007). Cooperating Rivals: The Riparian Politics of the Jordan River Basin. SUNY Press. ISBN:978-0-7914-7201-9.
- Sufian, Sandra M. (2008). Healing the Land and the Nation: Malaria and the Zionist Project in Palestine, 1920–1947. University of Chicago Press. ISBN:978-0-226-77938-6. مؤرشف من الأصل في 2021-12-02.

## وصلات خارجية
- مسح غرب فلسطين، الخريطة رقم 4: سلطة الآثار الإسرائيلية، ويكيميديا كومنز
- جسر في جسر بنات يعقوب، جسر من القرن الثاني عشر تم تصويره في أوائل القرن العشرين.
- معارك اللواء الثمانين في حرب الأيام الستة. موقع لواء المظليين. (بالعبرية)
- تدمير الجسور في ليلة الجسور (بالعبرية)
- مشروع موقع جيشر بنوت يعقوب الأشولياني